# 온두라스 축구 연맹
온두라스 축구 연맹(스페인어: Federación Nacional Autónoma de Fútbol de Honduras)은 온두라스의 축구 협회로써 테구시갈파에 본부를 두고 있다. 연맹은 연령별 남자 국가대표팀과 여자 국가대표팀을 운영하고 있다. 줄여서 FENAFUTH라고도 하며, 1935년에 창설되었다. 1951년에 FIFA에 가입했으며, 1961년에 CONCACAF에 가입했다. 회장은 호르헤 살로몬(Jorge Salomon)이다.

## 같이 보기
- 온두라스 축구 국가대표팀
- 온두라스 여자 축구 국가대표팀